# Łucznictwo na Letnich Igrzyskach Olimpijskich 1900 – au chapelet (50 m)
Au chapelet (50 m) było jedną z sześciu konkurencji łuczniczych na Letnich Igrzyskach Olimpijskich 1900. Eliminacje do zawodów rozegrane zostały 27 maja, natomiast finał 14 sierpnia w Lasku Vincennes w Paryżu.
Eliminacjami były zawody klubowe, które miały formę otwartą, z tego względu wzięło w nich udział bardzo wielu łuczników. Do finału klasyfikowało się sześciu najlepszych.
Wszystkie medale zdobyli Francuzi. Mistrzem olimpijskim został Eugène Mougin, srebro zdobył Henri Helle, natomiast brąz - Émile Mercier. Czwarte miejsce zajął Belg Hubert Van Innis. Pozostali zawodnicy są nieznani.

## Wyniki

### Eliminacje
Wyniki eliminacji są nieznane.

### Finał
| Poz.   | Zawodnik           |
| ------ | ------------------ |
| złoto  | Eugène Mougin      |
| srebro | Henri Helle        |
| brąz   | Émile Mercier      |
| 4      | Hubert Van Innis   |
| 5-6    | nieznani zawodnicy |

Wyniki poszczególnych zawodników są nieznane.